# Russell Sage
Russell Sage (4 de abril de 1816 - 22 de julio de 1906) fue un financiero estadounidense, ejecutivo de los ferrocarriles y político whig de Nueva York. Como socio habitual de Jay Gould en varios negocios, acumuló una fortuna. Olivia Slocum Sage, su segunda esposa, heredó su fortuna sin restricciones para su uso. En su nombre, la viuda de Sage usó el dinero para fines filantrópicos, donando edificios y dotando instituciones en beneficio de la educación de las mujeres: estableció la Fundación Russell Sage en 1907 y fundó el Colegio Russell Sage para mujeres en 1916. 

## Primeros años y familia
Sage nació en Verona, condado de Oneida (Nueva York). Recibió su educación en una escuela pública y trabajó como agricultor hasta los 15 años. Comenzó como chico de los recados en el almacén de su hermano Henry en Troy, Nueva York. En 1837-1839 ya poseía parte de una tienda de comestibles minorista en Troy, convirtiéndose en socio de una tienda mayorista en 1839-1857. 
El 23 de enero de 1840, Sage se casó con Marie-Henrie Winne, también conocida como "Maria Winne". No tuvieron hijos. Maria murió el 7 de mayo de 1867 de cáncer de estómago. En 1869, a la edad de 53 años, Sage se volvió a casar con Olivia Slocum (1828-1918), que era diez años más joven que él. 

## Carrera política
En 1841, Sage resultó elegido concejal de Troy, siendo reelegido para este cargo hasta 1848, desempeñando además durante siete años el cargo de tesorero del Condado de Rensselaer. Fue elegido miembro de la Cámara de Representantes de los Estados Unidos por el partido Whig, y sirvió en su reelección como opositor, desde el 4 de marzo de 1853 hasta el 3 de marzo de 1857, participando en el Comité de Medios y Arbitrios. Sage fue la primera persona en defender en el Congreso la compra de la plantación de George Washington, Mount Vernon, por parte del gobierno. 
Posteriormente, se estableció en Nueva York y se dedicó a negociar opciones de venta y de compra así como privilegios en Wall Street. 

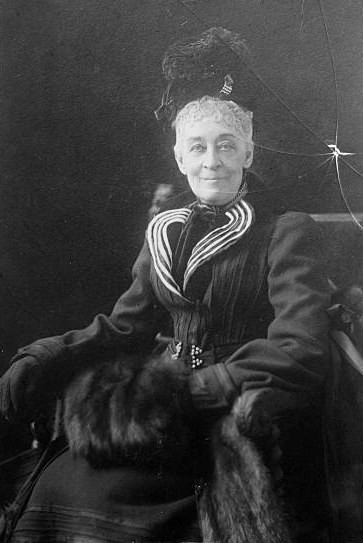
Olivia Slocum Sage en 1910

En 1869, Sage estuvo involucrado en un caso legal relacionado con las leyes de usura en el estado de Nueva York, en el que fue acusado de ser el líder de un grupo de usura. Fue declarado culpable y multado con 500 dólares, siendo suspendida su sentencia de prisión. Ese año se casó en segundas nupcias con Olivia Slocum de Syracuse, Nueva York. 

## Carrera financiera
Sage compró un asiento en la Bolsa de Nueva York en 1874 y se hizo conocido como financiero. Al mismo tiempo, vio el futuro de los ferrocarriles y se hizo con los títulos disponibles en las rutas del oeste, especialmente en el ferrocarril de Chicago, Milwaukee y St. Paul, compañía de la que fue presidente y vicepresidente durante doce años. Al vender estas inversiones, como las rutas secundarias habían sido compradas por las principales líneas troncales, se hizo rico. 
En sus últimos años, Sage estuvo estrechamente asociado con Jay Gould en la gestión de los ferrocarriles de Wabash; el St. Louis and Pacific; el Misuri Pacific; el Misuri-Kansas-Texas; el Delaware, Lackawanna y Western; y el St. Louis-San Francisco, de los que fue director corporativo. También ocupó el cargo de director de la compañía de cable estadounidense, la compañía de telégrafos Western Union y el sistema consolidado de ferrocarriles elevados de Manhattan, en Nueva York. 
Sage también fue director del Union Pacific, compañía que asumió una parte de la construcción del ferrocarril transcontinental. Junto con otros inversores importantes (los denominados barones ladrones del ferrocarril del siglo XIX), amasó una enorme fortuna. Director y vicepresidente del Banco Nacional de Importadores y Comerciantes durante veinte años, también desempeñó el cargo de director de la Merchants' Trust Company y del Banco de la Quinta Avenida de la ciudad de Nueva York.

## Intento de asesinato
En 1891, Henry L. Norcross entró en la oficina de Sage (71 Broadway en Manhattan), alegando que necesitaba hablar sobre los bonos del ferrocarril. Norcross le entregó a Sage una carta exigiendo 1.200.000 dólares, que Sage se negó a pagar. Norcross llevaba una bolsa con dinamita que hizo explotar, matándose a sí mismo, hiriendo a Sage e hiriendo también gravemente a William R. Laidlaw, Jr., un empleado de John Bloodgood and Co. que estaba en la oficina. Después, Laidlaw demandó a Sage, alegando que lo había usado como escudo contra Norcross. Discapacitado de por vida, Laidlaw planteó agresivamente diversas demandas judiciales, ganando 43.000 dólares en daños y perjuicios después de cuatro juicios, pero un Tribunal de Apelaciones revocó el laudo. Sage nunca pagó ningún acuerdo y fue criticado públicamente como avaro por su gran fortuna. 

## Vida personal
Se sabía que Sage tenía asuntos fuera del matrimonio tanto antes como después de la muerte de su primera esposa. El escritor Paul Sarnoff sugirió en su biografía de Sage que este pudo haberse vuelto a casar para mantener las apariencias, y que posiblemente nunca consumó su segundo matrimonio. En su momento se informó de que Sage tuvo un hijo con una joven camarera.
Sage era miembro de la Iglesia Presbiteriana del Este, situada en West 42nd Street (entre la Quinta y la Sexta Avenidas), que luego se fusionó con la Iglesia Presbiteriana del Parque para formar la Iglesia Presbiteriana West-Park.

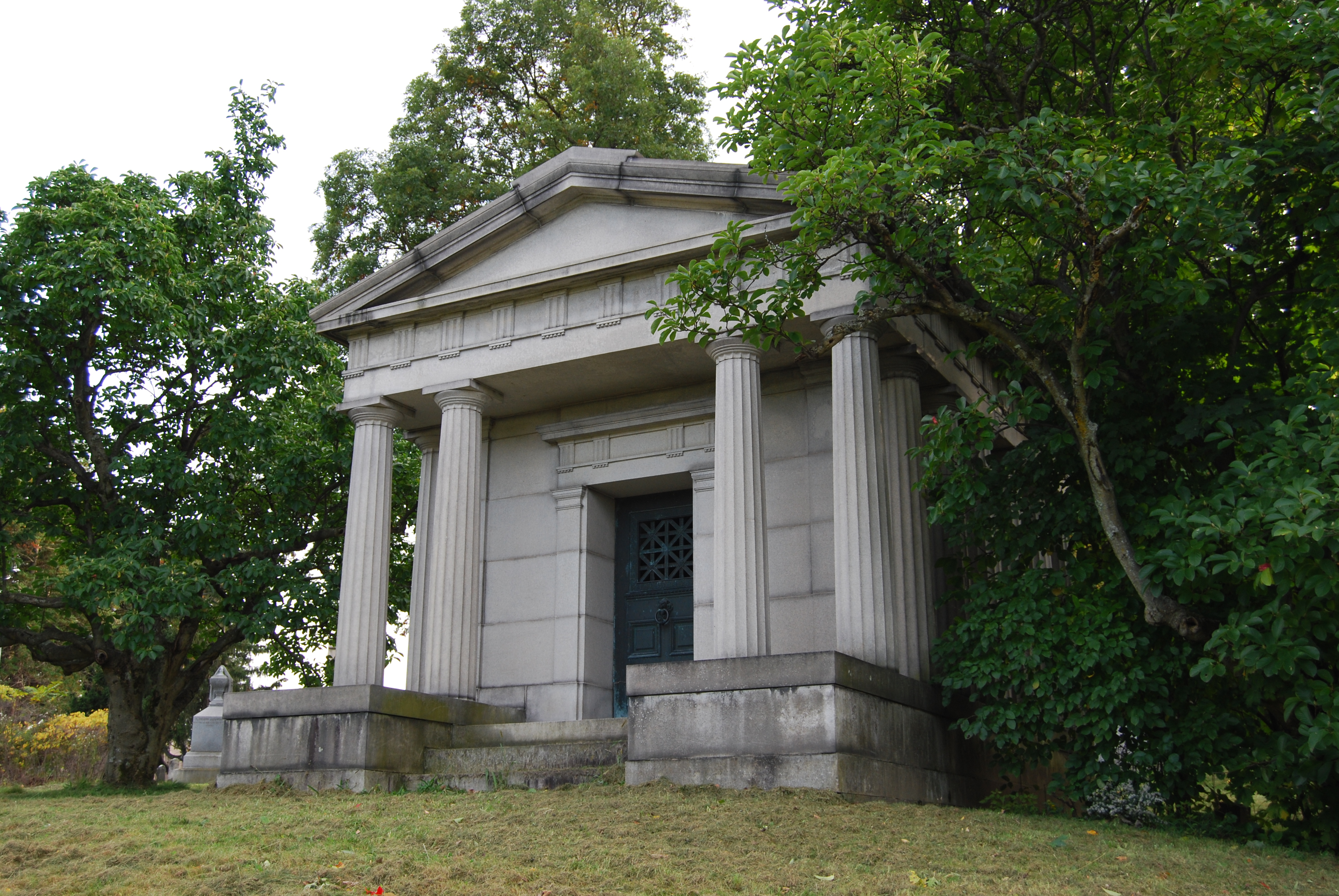
Mausoleo de Sage en el cementerio de Oakwood

Sage murió en 1906, dejando toda su fortuna de aproximadamente 70 millones de dólares a su esposa, Olivia Slocum Sage (1828-1918). Fue enterrado en un mausoleo en el cementerio de Oakwood en Troy, Nueva York. El mausoleo es de estilo griego y no tiene nombre intencionadamente. A la izquierda del monumento hay un banco que contiene un relieve de Medusa en el centro de su parte trasera, incluyendo las clásicas serpientes dando forma al cabello.

## Legado y honores
- Olivia Sage dedicó una gran parte del dinero que heredó de su esposo a la filantropía, incluidos edificios y otros monumentos conmemorativos. Encargó a Ralph Adams Cram, un destacado arquitecto, que diseñara la Iglesia Memorial Russell Sage y que Louis Tiffany creara una gran vidriera como monumento conmemorativo.[5] Construida en 1908, la iglesia estaba ubicada en Far Rockaway, Queens, donde la familia tenía una casa de verano.

- En 1907, estableció la Fundación Russell Sage, y en 1916 fundó el Colegio Russell Sage en Troy. Además, donó cuantiosos fondos a la Escuela Emma Willard y al Instituto Politécnico Rensselaer (IPR) en Troy, la ciudad natal de su esposo.[6]

- Durante la Segunda Guerra Mundial, se botó en Panama City (Florida) el barco de la Clase Liberty, SS Russell Sage, nombrado así en su honor.[7]